# 3M25 Meteorit
3M25 Meteorit (ryska: Метеорит) är en kryssningsrobot som utvecklades i Sovjetunionen under 1980-talet.

## Historia
Utvecklingen inleddes efter ett beslut av Sovjetunionens ministerråd 9 december 1976. Tre versioner av roboten skulle utvecklas; En marin version för ubåtar, en flygburen version för tunga bombflygplan och en landbaserad version. Den första provskjutningen ägde rum 20 maj 1980. Den misslyckades och så även de tre följande provskjutningarna. Först den femte provskjutningen 16 december 1981 lyckades. Den första provskjutningen från en ubåt i undervattensläge skedde 27 december 1983 i Vita havet. Den flygburna versionen började testas under våren 1984.
Syftet med roboten var att kringgå de begränsningar som SALT I-avtalet lade på antalet kärnvapenbärande ballistiska robotar genom att komplettera dem med kryssningsrobotar. Roboten visade sig vara dyr och otillförlitlig (bara 50% av alla provskjutningar lyckades) och projektet lades ner 1989.

## Versioner
- P-750 Meteorit-M – Marin variant avsedd att avfyras från ubåtar av Andromeda-klass. NATO-rapporteringsnamn SS-N-24 Scorpion.
- Ch-80 Meteorit-A – Flygburen version avsedd att bäras av bombflygplanen Tu-95 och Tu-160. NATO-rapporteringsnamn AS-19 Koala.